# Myotis adversus
Myotis adversus är en fladdermusart som först beskrevs av Thomas Horsfield 1824.  Myotis adversus ingår i släktet Myotis och familjen läderlappar. IUCN kategoriserar arten globalt som livskraftig. Inga underarter finns listade i Catalogue of Life. Wilson & Reeder (2005) skiljer mellan 6 underarter.
Arten blir 51 till 53 mm lång (huvud och bål), har en 33 till 48 mm lång svans och 38 till 45 mm långa underarmar. Bakfötterna är 10 till 13 mm långa och öronen är 14 till 18 mm stora. Ovansidan är täckt av rödbrun päls och på undersidan förekommer mörkbrun päls. Hälsporren (calcar) är påfallande lång. Tanduppsättningen kännetecknas av små premolarer.
Denna fladdermus förekommer med flera från varandra skilda populationer i Sydostasien från Taiwan i norr till Malackahalvön och Java i sydväst samt Sulawesi och Flores i öst. Arten behöver vattenansamlingar som insjöar, bäckar eller dammar i utbredningsområdet men växtligheten kan variera.
Individerna vilar i grottor, i tunnlar som skapades av människor samt i jordhålor. De flyger ovanpå vattenytan och jagar, fiskar, grodor, insekter och andra smådjur. Vid viloplatsen bildas mindre kolonier.